# جوليو ميجلياشيو
جوليو ميجلياشيو (بالإيطالية: Giulio Migliaccio)‏ ، هو لاعب كرة قدم إيطالي معروف، من مواليد 23 يونيو 1981م، ولعب لعدة أندية منها : باليرمو وفيورنتين وتيرنانا كالشيو، ويلعب حاليا لنادي أتالانتا.

## حادثة الدبابة
قام جوليو باحضار سيارتي مشجعي نادي روما وبروشيا لتدميرها أمام الجماهير العاشقة لنادي أتلانتا الإيطالي.